# Nikita Gusev
Nikita Andrejevič Gusev (rusky Никита Андреевич Гусев; * 8. července 1992) je ruský hokejový útočník hrající za tým Dynamo Moskva v KHL. Gusev byl draftován v roce 2012 na 202. pozici.

## Hráčská kariéra
Do roku 2017 se nedokázal přiblížit svému prvnímu startu v NHL, ale posun k jeho debutu přišel 21. června 2017, kdy byl vybrán Vegas v Expansion Draftu. Spolu s Gusevem Rytíři přijali od Tampy Bay volbu ve druhém kole Vstupního draftu 2017 a volbu ve čtvrtém kole ve Vstupním draftu 2018.
14. července 2017, Gusev podepsal kontrakt na dva roky s nejsilnějším a nejbohatším týmem v Kontinentální hokejové lize, s Petrohradem.
V zatím poslední sezoně za Petrohrad, Gusev vyhrál kanadské bodování s celkově 82 body. Se svými skvělými výkony pokračoval i v play-off, kde posbíral 19 bodů v 18 zápasech. S Petrohradem, ale vypadl v konferenčním finále s pozdějším mistrem CSKA Moskva. Během devíti sezon v KHL, Gusev zapsal do statistik 332 bodů ve 391 zápasech.
14. dubna 2019, Gusev podepsal kontrakt na jeden rok s Vegas Golden Knights. Navíc se okamžitě přidal k týmu v průběhu prvního kola play-off proti San Jose Sharks.
29. července 2019, Gusev podepsal novou smlouvu na 2 roky s celkovým příjmem 9.000.000 USD.

## Reprezentace
Gusev hrál za Rusko na Mistrovství světa juniorů i mužů. Je navíc členem vítězné sestavy Olympijských atletů z Ruska na zimních olympijských hrách 2018.

## Statistiky

### Klubové statistiky
| Sezóna      | Klub                  | Soutěž      |     | Základní část | Základní část | Základní část | Základní část | Základní část |    | Play off | Play off | Play off | Play off | Play off |
| Sezóna      | Klub                  | Soutěž      | Z   | G             | A             | B             | TM            | Z             | G  | A        | B        | TM       |          |          |
| 2009/10     | Krasnaja armija       | MHL         | 48  | 17            | 40            | 57            | 14            | 5             | 1  | 2        | 3        | 0        |          |          |
| 2010/11     | CSKA Moskva           | KHL         | 18  | 1             | 0             | 1             | 2             | —             | —  | —        | —        | —        |          |          |
| 2010/11     | Krasnaja armija       | MHL         | 38  | 22            | 37            | 59            | 14            | 16            | 17 | 10       | 27       | 6        |          |          |
| 2011/12     | CSKA Moskva           | KHL         | 15  | 2             | 1             | 3             | 0             | 1             | 0  | 0        | 0        | 0        |          |          |
| 2011/12     | Krasnaja armija       | MHL         | 34  | 30            | 46            | 76            | 26            | 19            | 16 | 17       | 33       | 0        |          |          |
| 2012/13     | CSKA Moskva           | KHL         | 6   | 0             | 1             | 1             | 0             | —             | —  | —        | —        | —        |          |          |
| 2012/13     | THK Tver              | VHL         | 15  | 7             | 6             | 13            | 2             | —             | —  | —        | —        | —        |          |          |
| 2012/13     | Amur Chabarovsk       | KHL         | 24  | 4             | 8             | 12            | 6             | —             | —  | —        | —        | —        |          |          |
| 2013/14     | Jugra Chanty-Mansijsk | KHL         | 44  | 8             | 6             | 14            | 10            | —             | —  | —        | —        | —        |          |          |
| 2014/15     | Jugra Chanty-Mansijsk | KHL         | 55  | 21            | 16            | 37            | 12            | —             | —  | —        | —        | —        |          |          |
| 2015/16     | Jugra Chanty-Mansijsk | KHL         | 23  | 7             | 7             | 14            | 4             | —             | —  | —        | —        | —        |          |          |
| 2015/16     | SKA Petrohrad         | KHL         | 33  | 13            | 22            | 35            | 10            | 15            | 5  | 9        | 14       | 0        |          |          |
| 2016/17     | SKA Petrohrad         | KHL         | 57  | 24            | 47            | 71            | 8             | 18            | 7  | 16       | 23       | 2        |          |          |
| 2017/18     | SKA Petrohrad         | KHL         | 54  | 22            | 40            | 62            | 2             | 15            | 7  | 5        | 12       | 2        |          |          |
| 2018/19     | SKA Petrohrad         | KHL         | 62  | 17            | 65            | 82            | 10            | 18            | 9  | 10       | 19       | 0        |          |          |
| 2019/20     | New Jersey Devils     | NHL         | 66  | 13            | 31            | 44            | 12            | —             | —  | —        | —        | —        |          |          |
| 2020/21     | New Jersey Devils     | NHL         | 20  | 2             | 3             | 5             | 0             | —             | —  | —        | —        | —        |          |          |
| 2020/21     | Florida Panthers      | NHL         | 11  | 2             | 3             | 5             | 2             | —             | —  | —        | —        | —        |          |          |
| 2021/22     | SKA Petrohrad         | KHL         | 31  | 10            | 25            | 35            | 4             | 16            | 7  | 9        | 16       | 12       |          |          |
| 2022/23     | SKA Petrohrad         | KHL         | 37  | 23            | 26            | 49            | 6             | 13            | 5  | 7        | 12       | 0        |          |          |
| 2023/24     | Dynamo Moskva         | KHL         | 68  | 23            | 66            | 89            | 10            | 9             | 3  | 7        | 10       | 2        |          |          |
| KHL celkově | KHL celkově           | KHL celkově | 527 | 175           | 330           | 505           | 84            | 105           | 43 | 63       | 106      | 18       |          |          |
| NHL celkově | NHL celkově           | NHL celkově | 97  | 17            | 37            | 54            | 14            | —             | —  | —        | —        | —        |          |          |

### Reprezentační statistiky
| Rok                       | Tým                       | Soutěž                    | Z  | G  | A  | B  | TM |
| ------------------------- | ------------------------- | ------------------------- | -- | -- | -- | -- | -- |
| 2012                      | Rusko                     | MSJ                       | 7  | 3  | 6  | 9  | 0  |
| 2017                      | Rusko                     | MS                        | 10 | 7  | 7  | 14 | 4  |
| 2018                      | OAR                       | OH                        | 6  | 4  | 8  | 12 | 4  |
| 2018                      | Rusko                     | MS                        | 4  | 1  | 3  | 4  | 0  |
| 2019                      | Rusko                     | MS                        | 10 | 4  | 12 | 16 | 0  |
| 2022                      | ROC                       | OH                        | 6  | 0  | 6  | 9  | 0  |
| Juniorská kariéra celkově | Juniorská kariéra celkově | Juniorská kariéra celkově | 7  | 3  | 6  | 9  | 0  |
| Seniorská kariéra celkově | Seniorská kariéra celkově | Seniorská kariéra celkově | 36 | 16 | 36 | 52 | 10 |

#### Profily
- Nikita Gusev – statistiky na Elite Prospects (anglicky)
- Nikita Gusev v databázi Olympedia (anglicky)